# Чистая монополия
Чи́стая монопо́лия — положение на рынке товаров и услуг, характеризующееся наличием только одного продавца данного вида товара или услуги.
Характерными чертами данной ситуации являются: уникальность продукта, владение основными видами сырья, низкие средние затраты, патентные права, особые привилегии (лицензии). Чистые монополии возникают обычно там, где отсутствуют альтернативы данному товару или услуге, отсутствуют близкие заменители.
Для чистой монополии характерен высокий уровень цен, дальнейший рост которых сдерживается только риском снижения спроса.

## Эффективность чистой монополии
Существование монополий является неизбежностью, но отношение к ним неоднозначное. Главным аргументом противников монополий является то, что, пользуясь своим положением на рынке, они занимают объем производства, повышая цены, получая большую экономическую прибыль. Кроме этого, существует вероятность более высоких издержек производства и менее эффективного использования ресурсов из-за отсутствия конкуренции. Монополии стараются воздействовать на государственные органы, ухудшая ситуацию на рынке, и, добиваясь законодательного закрепления своего положения. 
Сторонники существования монополий подвергают сомнениям аргументы противника и выдвигают следующие положительные черты монополии:
1) Монополия занимается экономией на масштабе; 
2) Монополия занимается научно-исследовательскими и опытно-конструкторскими разработками (НИОКР); 
Благодаря крупным фирмам появляются около 80% изобретений. Монополии постоянно занимаются инновациями, тем самым они продлевают свой статус открытой монополии.